# Bronchodilatateur

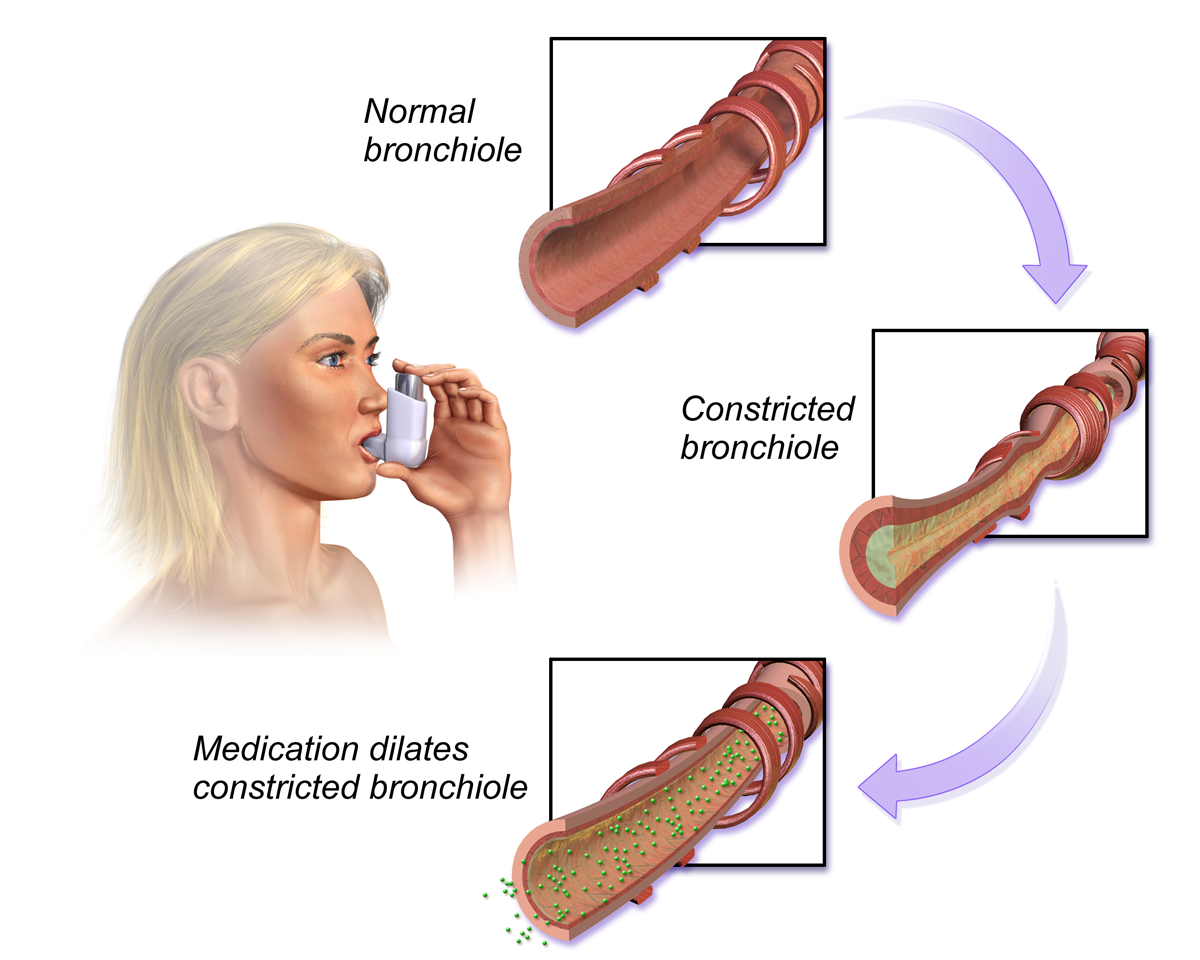
Un bronchodilateur traite ou prévient une constriction ou un spasme des bronches

Un bronchodilatateur est un médicament destiné à traiter ou à prévenir la bronchoconstriction ou bronchospasme, dans des maladies telles que l'asthme, mais aussi l'emphysème, la pneumonie et les bronchites.

## Classes pharmacologiques ayant des propriétés bronchodilatatrices
Les bronchodilatateurs sont capables d'augmenter le calibre des bronches en relâchant les fibres musculaires lisses bronchiques.
La musculature bronchique est sous un contrôle exclusivement parasympathique, responsable d'un tonus.

### Autre agoniste adrénergique
L'adrénaline présente également des effets myorelaxants sur la musculature bronchique ; elle est utilisée par aérosol dans des situations exceptionnelles.

### Théophyllineet dérivés
Formes thérapeutiques anciennes du bronchospasme chronique.
Les effets secondaires et les risques de surdosage en limitent l'utilisation.(théophylline, aminophylline). Les risques d'accidents cardiaques sont fréquents et graves.

### Anticholinergiques
L'atropine (et son dérivé l'ipratropium) est l'étalon de la classe des anticholinergiques. Il bloque la stimulation cholinergique responsable de l'obstruction bronchique. Il est particulièrement utilisé dans les BPCO. Les principaux médicaments sont le bromure d'oxitropium, le bromure d'ipratropium.

### Anesthésiques en inhalation
Bien que la classe des anesthésiques en inhalation ne soit pas utilisée dans le traitement du bronchospasme -à moins que celui-ci ne survienne dans un contexte d'anesthésie, ses puissantes propriétés bronchodilatatrices sont dignes de mention. C'était particulièrement vrai pour des anesthésiques devenus obsolètes comme l'éther, mais c'est aussi le cas des anesthésiques modernes tels que le sévoflurane et le desflurane.

### Corticoïdes
Les corticostéroïdes n'ont pas une action bronchodilatatrice directe mais agissent de façon retardée grâce à leurs propriétés anti-inflammatoires et anti-allergiques. À cause de cela, le traitement de fond sous forme de corticoïdes est souvent négligé par la personne asthmatique.

### Cromones
Les cromones n'ont pas d'action bronchodilatatrice directe mais une action indirecte par effet antiallergique et anti-inflammatoire.

## Voies d'administration
L'administration par inhalation (dont aérosols-doseurs) est préférée dans la très grande majorité des cas pour son effet ciblé et la minimisation des effets secondaires systémiques.
La voie veineuse est utilisée en cas d'urgence lorsque les inhalations ne sont plus efficaces. On utilise toujours les agonistes β2. 
De nombreux appareils différents permettent de délivrer la dose recommandée (auto-haler, turbo-haler, turbu-haler, easy-haler, diskus, spays...) 
On utilise également des appareils à nébulisation.